# Borok (wołost Szełonskaja)
Borok (ros. Борок) – wieś (ros. деревня, trb. dieriewnia) w zachodniej Rosji, w wołoscie Szełonskaja (osiedle wiejskie) rejonu diedowiczskiego w obwodzie pskowskim.

## Geografia
Miejscowość położona jest nad rzeką Szełoń, 5 km od centrum administracyjnego osiedla wiejskiego (Dubiszno), 4 km od centrum administracyjnego rejonu (Diedowiczi), 97 km od stolicy obwodu (Psków).

## Demografia
W 2010 r. miejscowość zamieszkiwało 8 osób.